# Kościół jezuitów św. Franciszka Ksawerego w Lucernie
Kościół św. Franciszka Ksawerego – rzymskokatolicki kościół w Lucernie, w Szwajcarii, najstarszy i jednocześnie największy kościół barokowy w kraju.

## Historia
Budowę kościoła rozpoczęto około 1666, a wykończono w 1677 roku, wg planów najprawdopodobniej Heinricha Mayera oraz Christopha Voglera. Świątynia do 1773 posiadała funkcję zarówno kościoła klasztornego, jak i kościoła szkolnego dla miejscowego jezuickiego gimnazjum. Kościół został gruntownie odnowiony w latach pięćdziesiątych i siedemdziesiątych XX wieku.

## Galeria

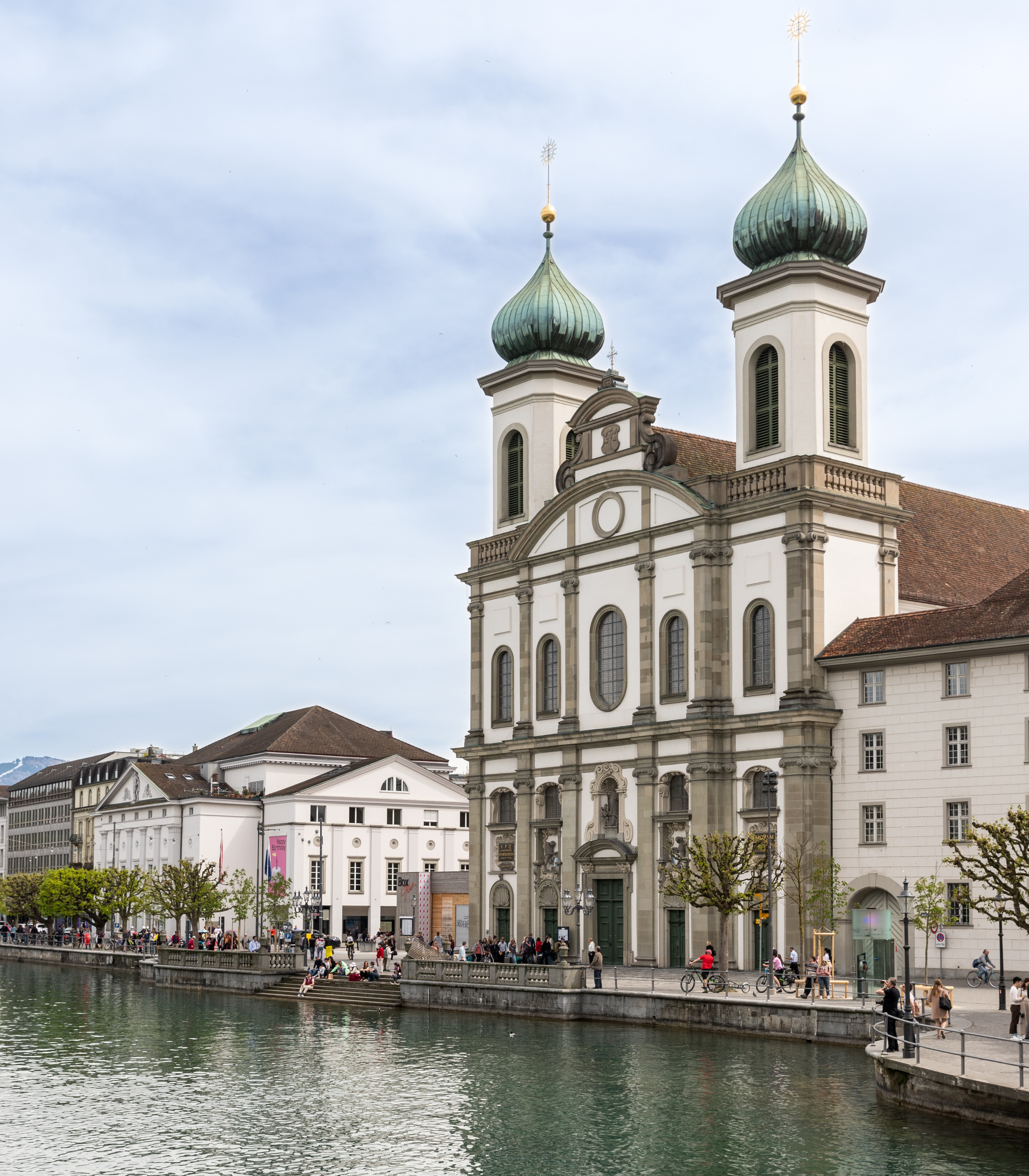
Fasada kościoła widziana z zachodu
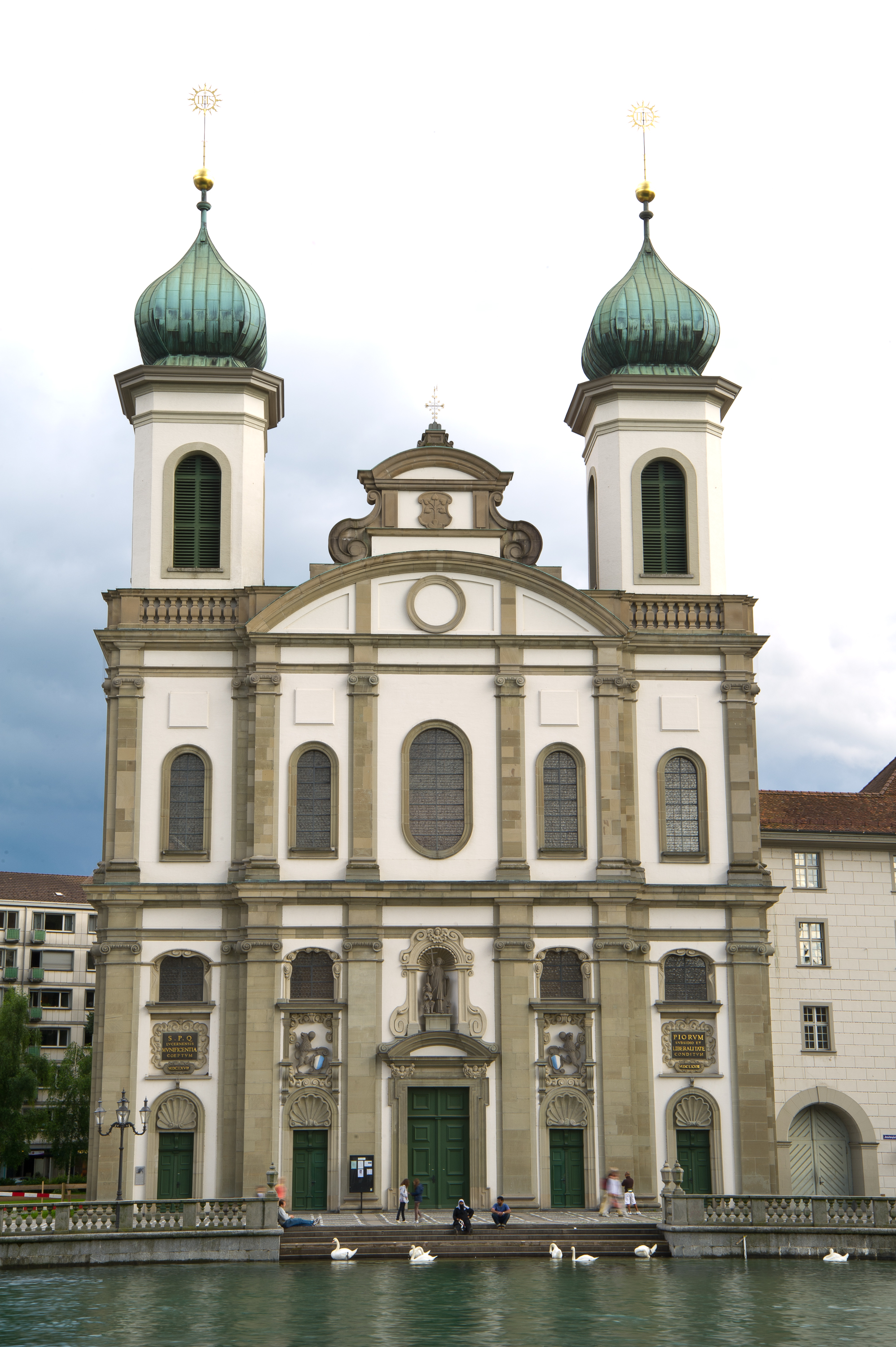
Fasada widziana z północy
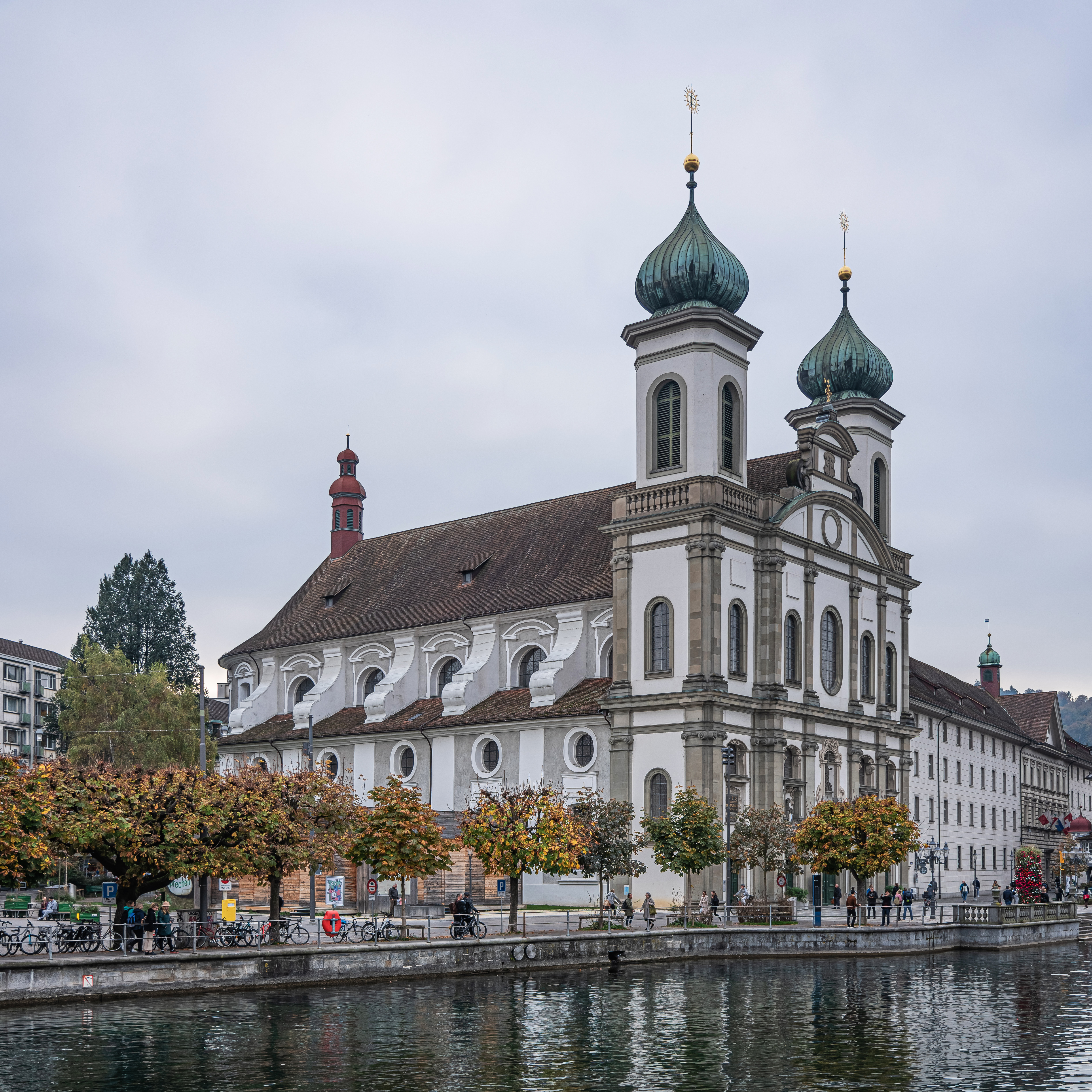
WIdok na kościół z północnego wschodu
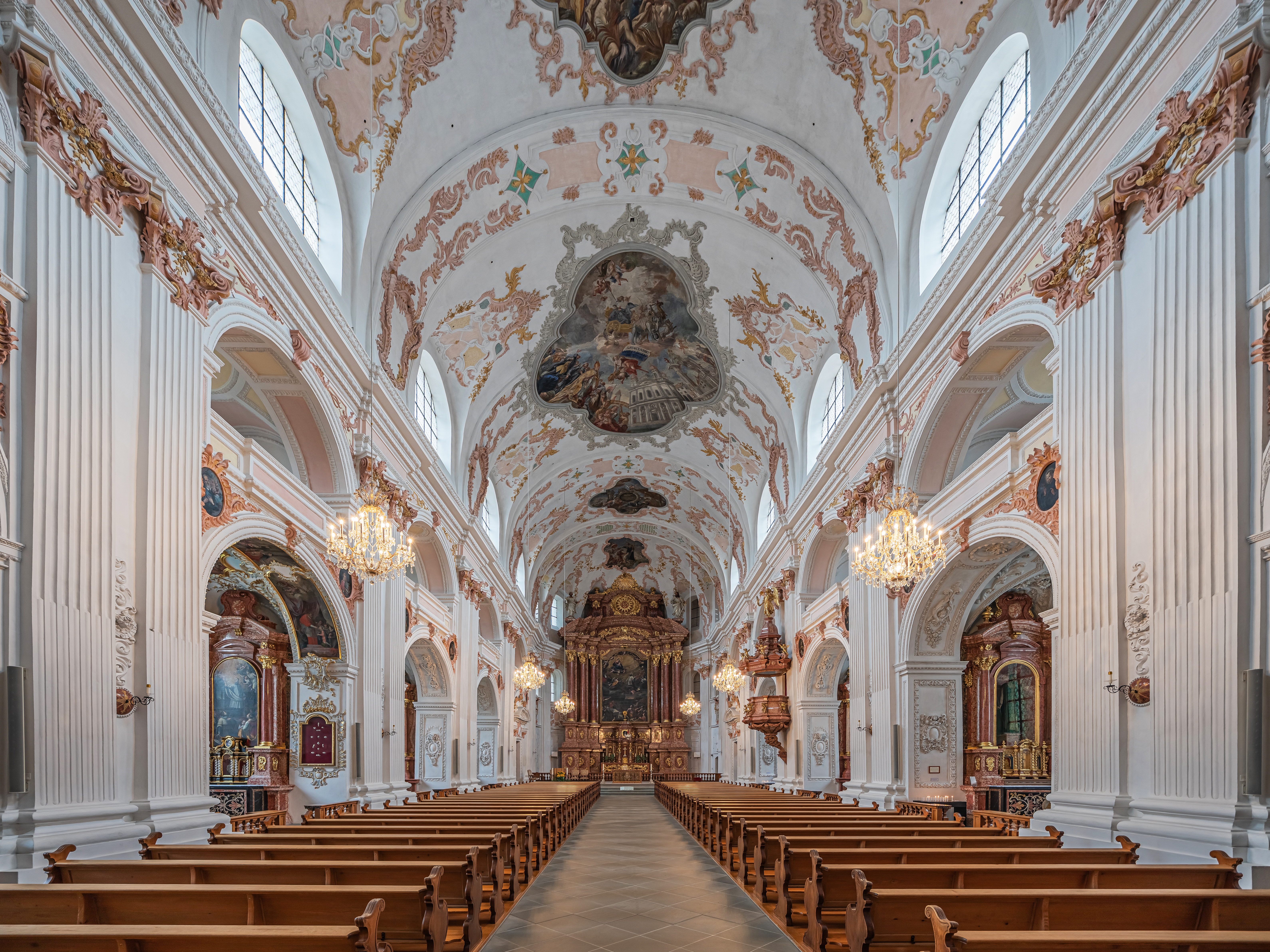
Wnętrze świątyni
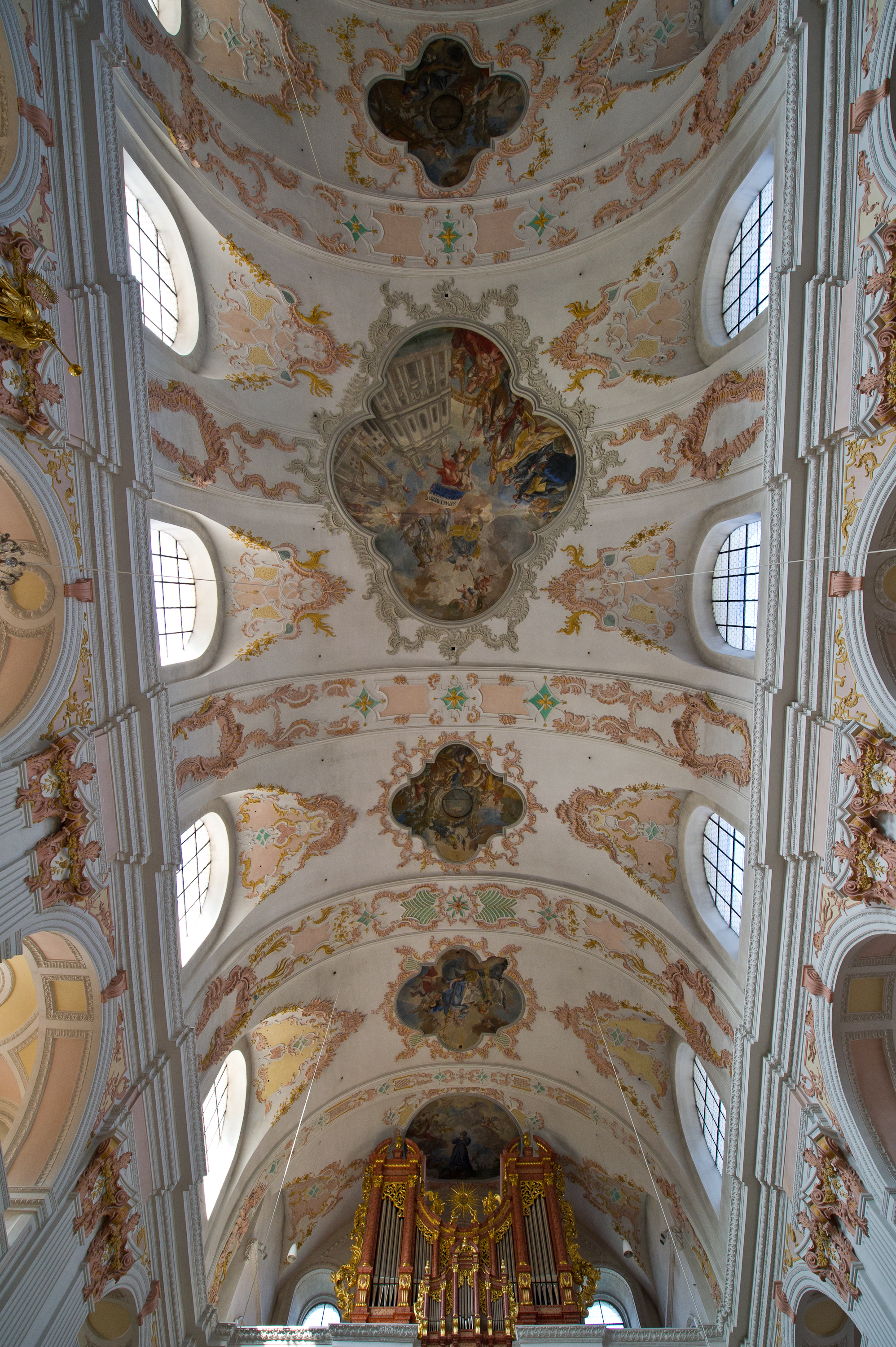
Sklepienie
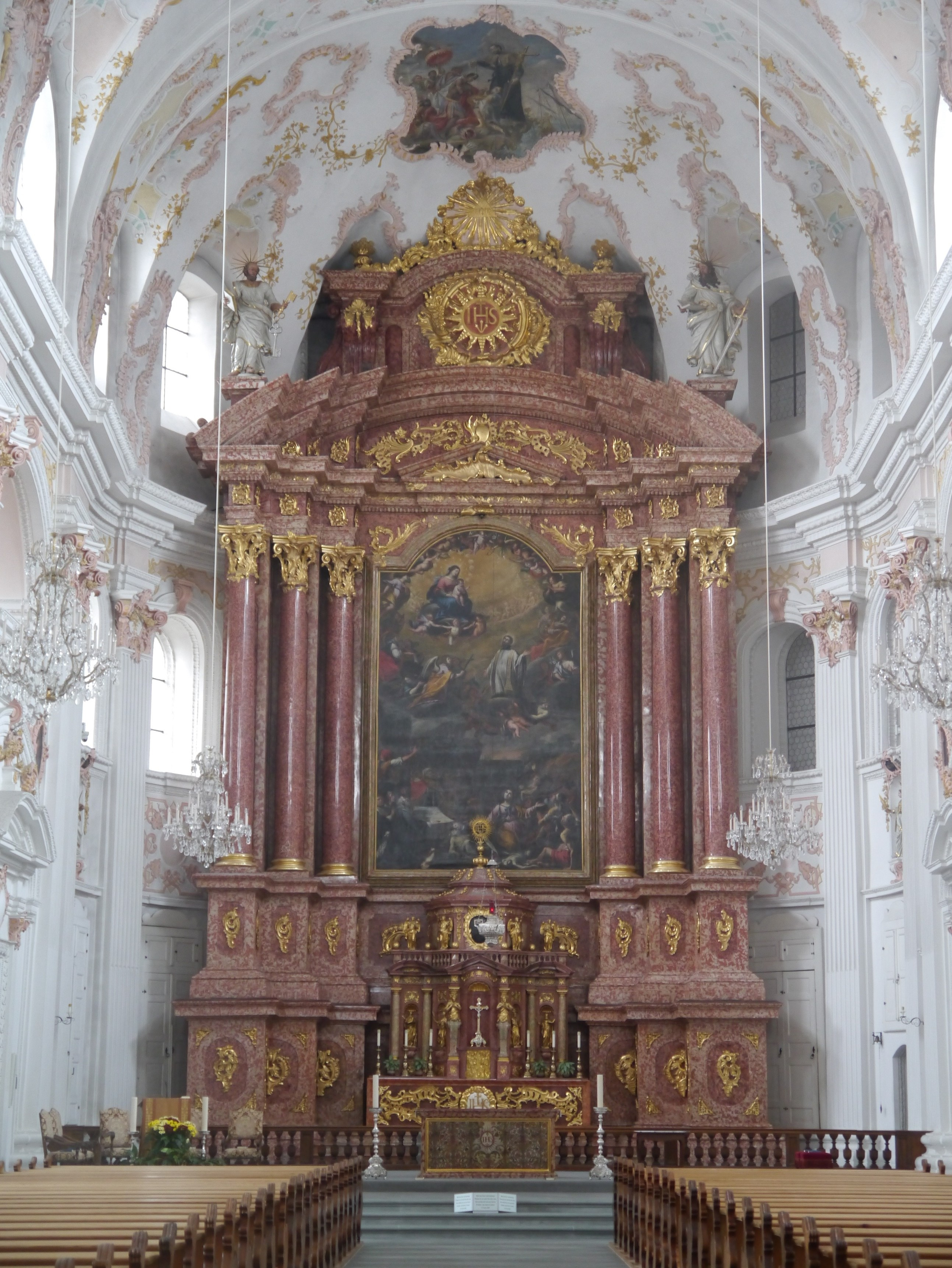
Ołtarz główny
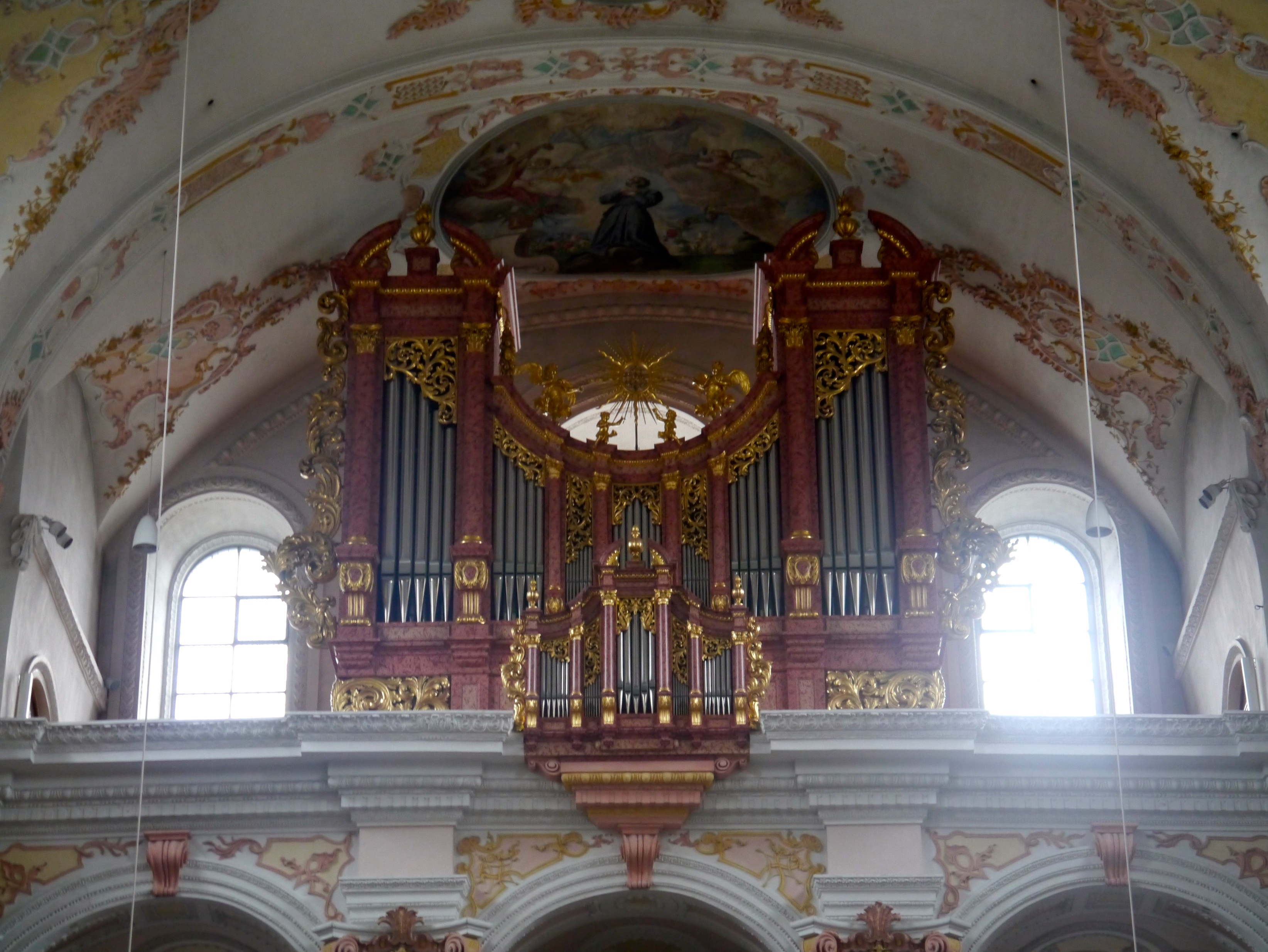
Organy
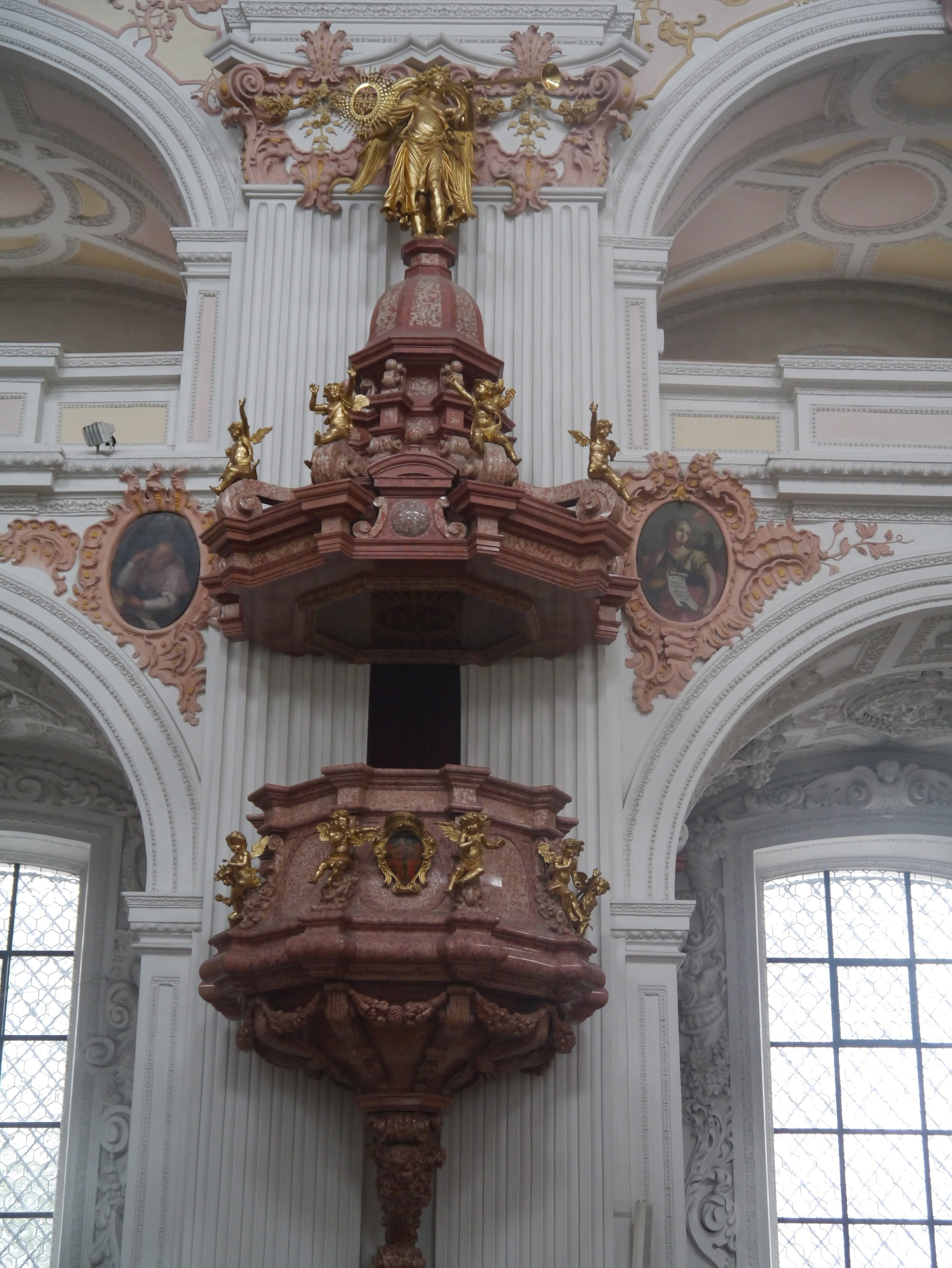
Ambona
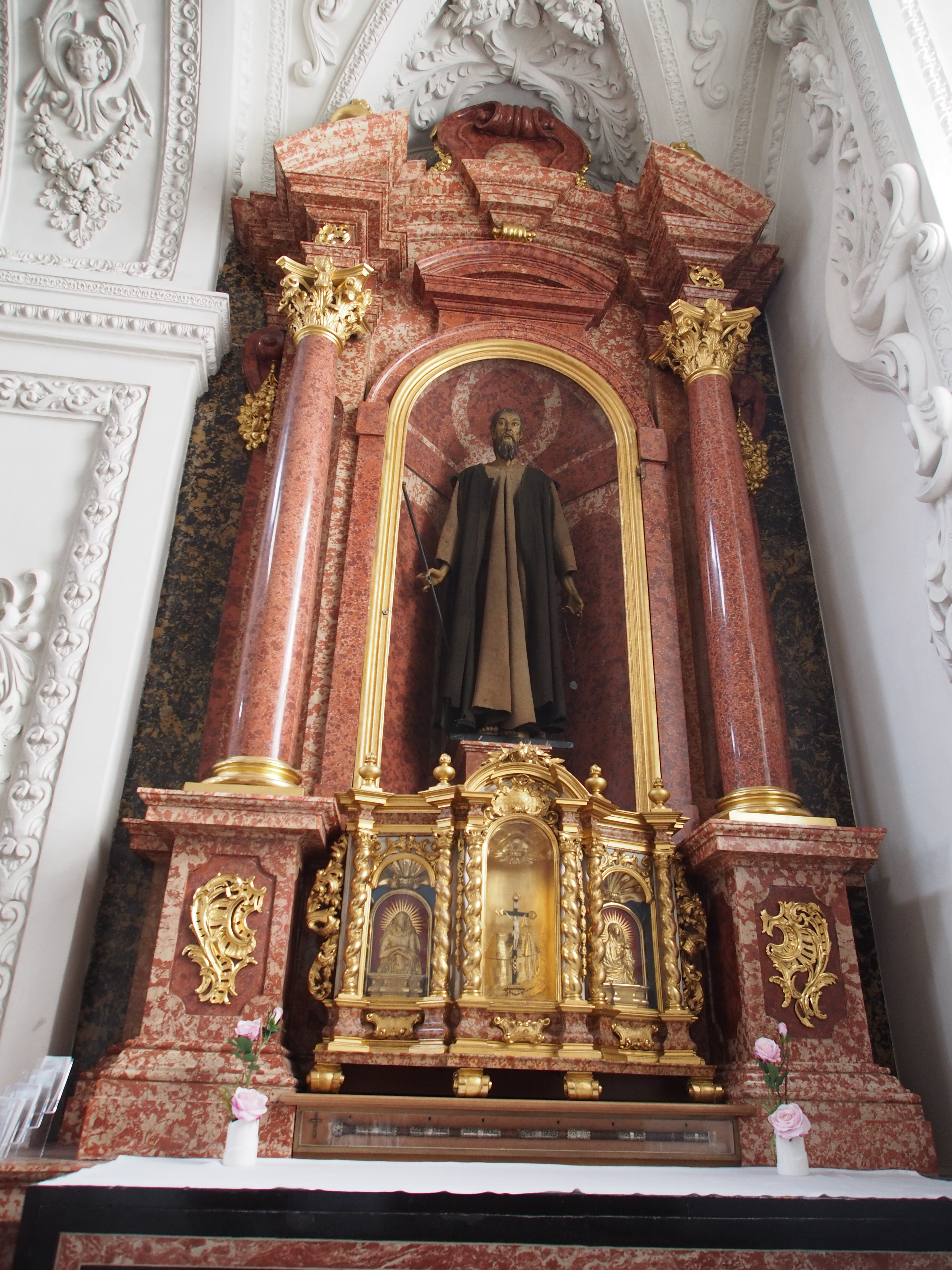
Ołtarz św. Franciszka Ksawerego